# Otto Heinrich Treumann

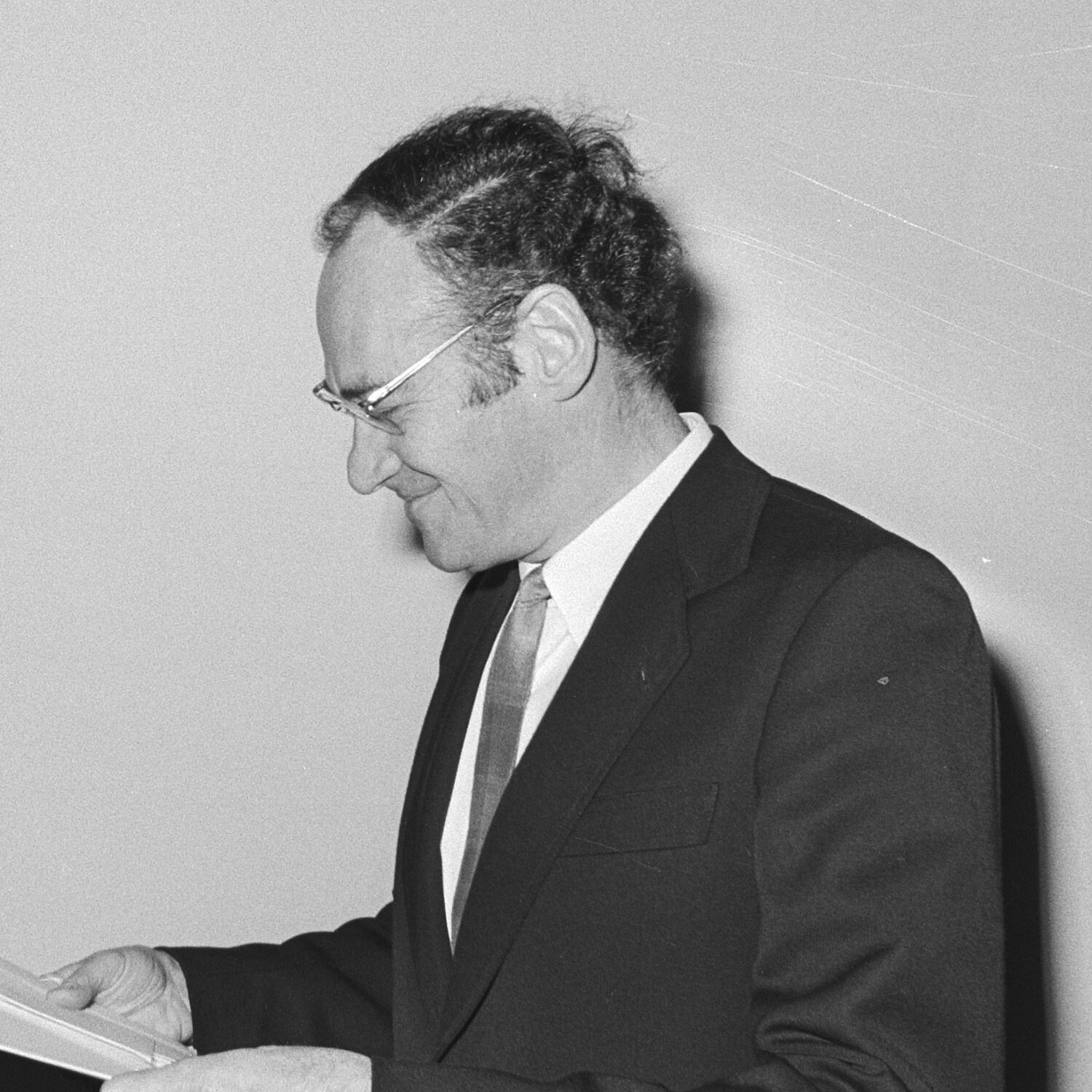
Otto Heinrich Treumann (1970)

Otto Heinrich Treumann (* 30. Oktober 1919 in Fürth; † 6. Juni 2001 in Weesp, Niederlande) war ein niederländischer Grafiker. Er war vor allem für seine Gebrauchsgrafiken, seine Arbeiten für die Industrie und seine Briefmarkenentwürfe und Plakatgestaltungen bekannt. Treumann gilt als der einer der bedeutendsten Graphikdesigner der Niederlande und als einflussreicher Reformator der Grafischen Kunst der Niederlande nach dem Zweiten Weltkrieg.

## Leben und Werk
Otto H. Treumann war ein Sohn des Handelsvertreters Max Treumann und der Babette Besels und wuchs in Fürth auf, er hatte einen Bruder. Die Familie emigrierte vor den Verfolgungen durch die deutschen Nationalsozialisten im Jahr 1935 nach Amsterdam, das Deutsche Reich entzog ihnen die Staatsbürgerschaft, Treumann wurde 1949 in den Niederlanden eingebürgert. Beide Elternteile wurden 1943 im Vernichtungslager Sobibor Opfer des Holocaust.
Treumann studierte 1935/1936 an der Grafischen Schule in Amsterdam und von 1936 bis 1940 an der Neuen Kunstschule in Amsterdam (Nieuwe Kunstschool von Paul Citroen (1896–1983), die ihre Lehre auf den Prinzipien des Bauhauses gründete) bei Hajo Rose (1910–1989). Im Zweiten Weltkrieg arbeitete Treumann im Untergrund und entwarf Material für die niederländische Widerstandsbewegung. Nach 1945 arbeitete er als freischaffender Grafiker. Treumanns Arbeiten gelten als funktionale Grafiken, ihre Gestaltung waren immer ihrer Botschaft untergeordnet.
Nach 1947 arbeitete Treumann für die Hauszeitschrift der Kunstzijde Unie, die Rayon Revue. Für diese Arbeiten wurde er vielfach ausgezeichnet.
Eine seiner bekanntesten Arbeiten ist das 1963 entworfene Logo der israelischen Fluggesellschaft El Al, aber auch die Logos des Kröller-Müller Museums, und für das Königliche Institut der Niederländischen Architekten sind bekannte Arbeiten von Treumann. Er gestaltete von 1962 bis 1990 elf Briefmarken für die niederländische Post. 1975 gewann er den Wettbewerb zum Kieler-Woche-Plakat. Seine zahlreichen Plakatentwürfe wurden international vielfach ausgezeichnet.
Otto Treumann war Vorstandsmitglied der Bezalel Akademie in Jerusalem und der Rietveld Akademie in Amsterdam.

## Auszeichnungen
Für seine Arbeiten für die Zeitschrift Rayon Revue erhielt Treumann
- 1947 den Werkman Preis
- 1957 den Duwaer Preis der Stadt Amsterdam

weiterhin wurde Treumann
- 1949 mit fünf Preisen auf einer Plakatausstellung in Wien
- 1952 bis 1958 mit zahlreichen niederländischen und internationalen Plakatpreisen
- 1960 mit dem D.A. Thieme Preis
- 1970 mit dem David Röell Preis

ausgezeichnet.
Für seine Verdienste um den Widerstand gegen die deutsche Besatzung war Treumann zum Ritters des Ordens von Oranien-Nassau ernannt worden.

## Wichtige Ausstellungen
- 1957 Triennale von Mailand
- 1964 documenta III in Kassel
- 1966 Biennale von Ljubljana